# ФК Санта Клара
ФК Санта Клара (порт. Clube Desportivo Santa Clara) португалски је фудбалски клуб из Понта Делгада. Клуб је основан 31. јануара 1921. године. Тренутно се такмичи у Првој лиги Португалије.
Клуб је у домаћем такмичењу освојио шесто место у сезони 2020/21. и изборио учешће у квалификацијама за премијерно издање УЕФА Лиге конференције. Домаће утакмице игра на стадиону Сан Мигел, који има капацитет од 13.277 седећих места и изграђен је 1930. године.

## Успеси
- Друга лига Португалије

- Првак (1): 2000/01.

- Трећа лига Португалије

- Првак (1): 1997/98.

## Санта Клара у европским такмичењима
| Сезона  | Такмичење         | Коло    | Противник        | Домаћин | Гост | Укупно |
| ------- | ----------------- | ------- | ---------------- | ------- | ---- | ------ |
| 2002/03 | Интертото куп     | 1. коло | Ширак            | 2–0     | 3–3  | 5–3    |
| 2002/03 | Интертото куп     | 2. коло | Теплице          | 1–4     | 1–5  | 2–9    |
| 2021/22 | Лига конференције | 2. коло | Шкупи            | 2–0     | 3–0  | 5–0    |
| 2021/22 | Лига конференције | 3. коло | Олимпија Љубљана | 2–0     | 1−0  | 3−0    |
| 2021/22 | Лига конференције | плеј-оф | Партизан         | 2–1     | 0–2  | 2–3    |

## Познати играчи
- Паулета